# Pachypodium ambongense
Pachypodium ambongense (Poiss., 1924) è una pianta della 
famiglia delle Apocinacee, endemica del Madagascar.

## Descrizione
Ha il portamento di un piccolo arbusto, alto fino a 1-1,5 m, dal caratteristico tronco a forma di bottiglia, ricoperto da spine lunghe 5–10 mm.

Le foglie sono ellittico-obovate, 3-8 x 1,5–3 cm, dotate di un corto picciolo, disposte in rosetta all'apice del fusto.

I fiori, biancastri e larghi sino a 5,5 cm, sono raggruppati in infiorescenze di 1-8 fiori.

## Distribuzione e habitat
L'areale della specie è ristretto al Madagascar nord-occidentale (provincia di Mahajanga). È una specie rara; alcuni esemplari si trovano all'interno del Parco nazionale Tsingy di Namoroka.